# Callavia
Callavia is een monotypisch geslacht van uitgestorven trilobieten, dat leefde in het Vroeg-Cambrium. 

## Beschrijving
Deze vijftien centimeter lange trilobiet kenmerkt zich door de ovale omtrek, een halfrond cephalon met halvemaanvormige ogen, lange en smalle glabella, bezet met een lange stekel en een zeer kleine, driedelige staart. 

## Taxonomie
De positie van Callavia ten opzichte van andere Olenellina is in de loop van de tijd herhaaldelijk verschoven. Aanvankelijk werd het door Pierre Hupé aan de Holmiinae toegewezen en werd het later heen en weer verplaatst naar de Callaviinae. Lieberman stelt echter dat Callavia een basaal lid van de Judomioidea is.

## Verspreiding
C. broegeri is bekend van Onder-Cambrian van Newfoundland (Brigus Formation, Branchian Series, Conception Bay), Nova Scotia (tussen Docters Brook en Malignant Brook, de noordelijkste Antigonish Highlands), Canada en Massachusetts, Verenigde Staten (Weymouth Formation, Pearl street, North Weymouth, Mill Cove, Norfolk County).

## Toegewezen soorten
- C. brevioculata = Nevadella cartlandi
- C. burri = Pleisionevadella burri
- C. callavei = Callavalonia callavei
- C. cartlandi = Nevadella cartlandi
- C. cobboldi = Nevadella cartlandi
- C. eucharis = Nevadella eucharis
- C. hastata = Callavalonia callavei
- C. lotzei = Sdzuyomia lotzei
- C. perfecta = Nevadella perfecta